# Piero Ausilio
Piero Ausilio (Milano, 28 giugno 1972) è un dirigente sportivo italiano, direttore sportivo dell'Inter.

## Carriera
Nato il 28 giugno 1972 a Milano da genitori calabresi provenienti da Campana (Cosenza), inizia la carriera di calciatore come mediano nelle giovanili della Pro Sesto. Un grave infortunio al ginocchio mette fine alla sua carriera da calciatore all'età di diciotto anni. 
Nel 1997, dopo alcuni anni passati come assistente allenatore nella Pro Sesto, inizia la sua carriera di dirigente sportivo, diventando, con Pierluigi Casiraghi, responsabile del settore giovanile del club, all'epoca militante in Serie C2. Nel frattempo, si laurea in Giurisprudenza all'Università Statale di Milano.
Un anno dopo, nel gennaio 1998, su chiamata di Mario Mereghetti e suggerimento di Casiraghi (che lo raggiungerà due anni dopo), viene assunto dall'Inter come segretario del settore giovanile. Nel 2001, diventa responsabile organizzativo, al fianco del responsabile tecnico Beppe Baresi; successivamente, diventa direttore del vivaio nerazzurro. Tra il 2003 e il 2005, è membro del consiglio di amministrazione dello Spezia Calcio in quota Inter e, dopo aver conseguito l'abilitazione, ne è direttore sportivo nella stagione 2004-2005. È anche membro del Consiglio Direttivo dei Direttori Sportivi italiani (Adise).
Nel dicembre 2010, lascia il settore giovanile per diventare direttore sportivo della società meneghina, al fianco del responsabile dell'area tecnica Marco Branca. L'8 febbraio 2014, succede a Branca con un contratto che arriva al 2017. L'11 febbraio 2015, vince il "TMW Award" come miglior dirigente sportivo della Serie A 2014-2015. Il 4 giugno seguente, ritira ad Amalfi il premio "Football Leader" per lo scouting. Il 21 aprile 2017, in scadenza di contratto, prolunga con la società nerazzurra fino al 2020, venendo affiancato da Walter Sabatini prima (coordinatore dell'area tecnica dal maggio 2017 al marzo 2018) e da Giuseppe Marotta poi (amministratore delegato dell'area sportiva dal dicembre 2018). Nella stagione 2020-2021, l'Inter torna a vincere lo scudetto, a undici anni dall'ultima volta. Nel corso della stagione successiva, arrivano altri due trofei, la Supercoppa italiana e la Coppa Italia. Nell'annata 2022-2023, i meneghini bissano i successi in Supercoppa italiana e in Coppa Italia e tornano in finale di Champions League a tredici anni dalla volta precedente. Nella stagione seguente, l'Inter conquista la terza Supercoppa italiana consecutiva e il ventesimo scudetto della sua storia, che vale il raggiungimento della seconda stella. A fine 2024, ai Globe Soccer Awards, vince il premio di Best Sporting Director dell'anno.

## Vita privata
È stato sposato con Daniela, da cui ha avuto due figli, Giulia (2002) e Niccolò (2005), e da cui successivamente si è separato
Attualmente ha una relazione con la giornalista ceca Tereza Potysova, conosciuta durante una trasferta dell'Inter in casa del Viktoria Plzen.